# Усадьба Э. Ф. Филитц
Усадьба Э. Ф. Филитц — красивый особняк в историческом центре Екатеринбурга, памятник архитектуры, расположен по адресу: улица Мамина-Сибиряка, дом 187.

## История
Особняк был построен примерно в 1896 году по заказу Эммы Фёдоровны (Фердинандовны) Филитц. Автор проекта архитектор Юлий Осипович Дютель. Кованные элементы изготовил Иван Васильевич Волков, выходец из екатеринбургской купеческой семьи.

## Архитектура

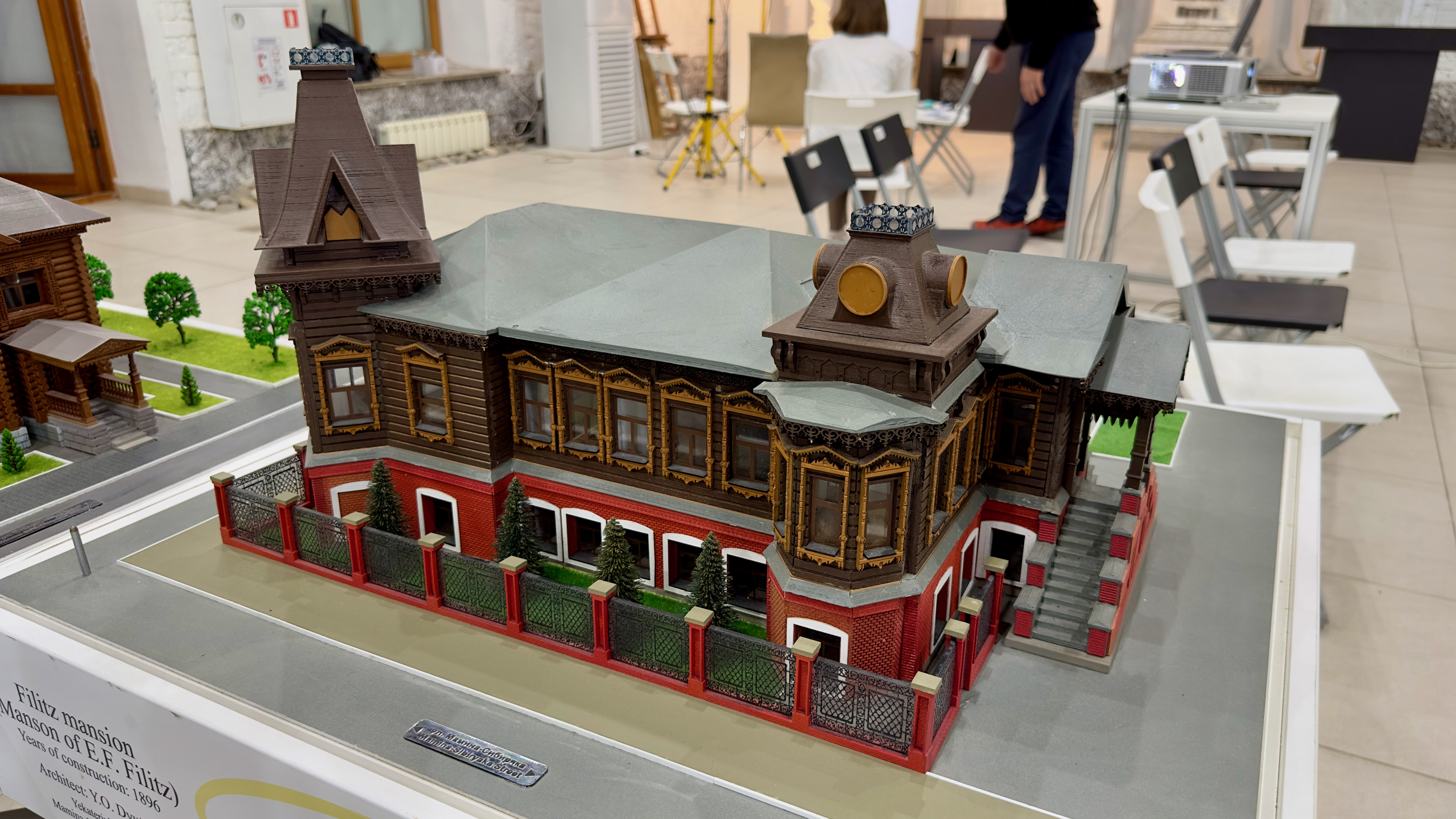
Макет в музее УрГАХУ

Дом асимметричен и имеет выраженный угловой акцент. Внутри сохранилась часть оригинального декора и лепнины, однако в доме в советское время была произведена перепланировка.
Главный фасад выходит на улицу Энгельса, где сохранился парадный вход, оформленный высоким каменным крыльцом с лестничными маршами на две стороны.

## Памятник
Решением Свердловского облисполкома № 75 от 18.02.1991 года здание было поставлено на государственную охрану как памятник градостроительства и архитектуры регионального значения.